# České Velenice
České Velenice (dříve Cmunt a Dolní Velenice, německy Unterwielands, v letech 1938–1945 Gmünd III.-Bahnhof) jsou město  v okrese Jindřichův Hradec v Jihočeském kraji. Leží na hranici s Rakouskem, v oblasti Západního Vitorazska. Žije v něm přibližně 3 600 obyvatel.

## Historie

### Předchůdci Českých Velenic

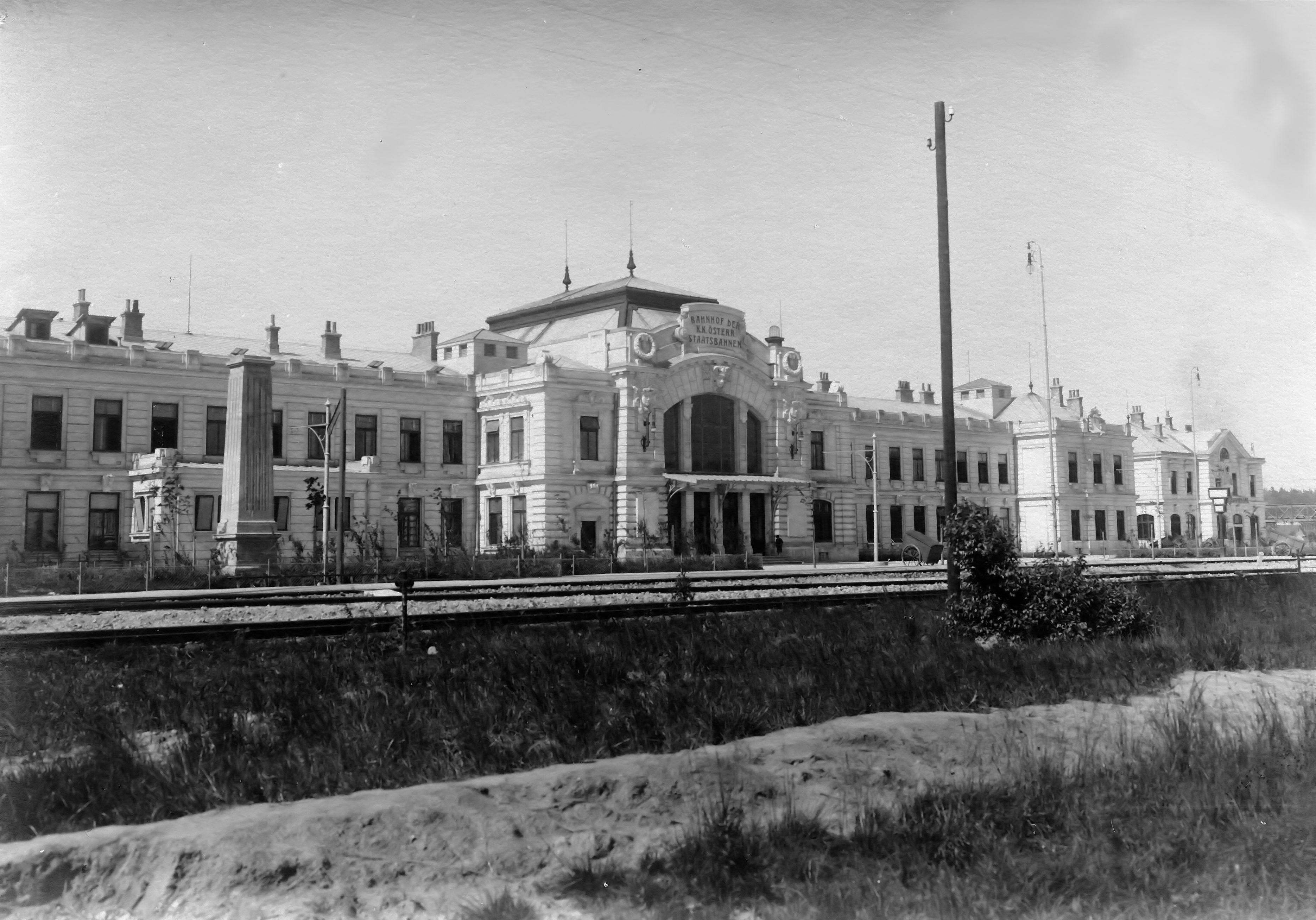
Původní nádražní budova, foto kolem roku 1900

Původně se zde rozkládala jen ne příliš hustá zástavba obcí Velenice a Česká Cejle. Obec Česká Cejle tvořila osada (a zároveň celé samostatné katastrální území) Josefsko  a dále o západní část zástavby osady Česká Cejle (první zmínka roku 1280, německy Böhmzeile). Obec Velenice tvořily dva okrajové domy bývalé osady Dolní Velenice (první zmínka roku 1387 Wielants, 1496 Bielants, Unterwielands) s adresami Podlesí 16 a Podlesí 124.
Hospodářský a stavební rozmach dnešních Českých Velenic započala výstavba železnice. Na strategicky výhodném místě, asi 2,6 kilometru západně od centra Gmündu bylo vybudováno nádraží, které tvořilo významný železniční uzel celého Rakouska-Uherska. Vedly odtud tratě z Vídně do Plzně (1869) a do Prahy (1871). V souvislosti se stavbou nádraží byly vybudovány i železniční dílny a opravny, které byly pro pozdější vývoj Českých Velenic nesmírně důležité (měly více než 1000 zaměstnanců). Za prací se tak do osad, které tvořily předměstí Gmündu, přistěhovalo množství dělníků. Bývalé osady se tak rychle měnily k nepoznání. Celé předměstí dostalo moderní městský ráz. Proběhla výstavba dvou- až třípodlažních domů podél dnešních ulic Čsl. legií, Revoluční a Vitorazská, dále hotelů a obchůdků.

### Období první republiky
Po první světové válce byla tudy na základě Saintgermainské smlouvy  stanovena nová státní hranice mezi nedávno vzniklou Československou republikou a Rakouskem, která rozdělila území obcí Česká Cejle a Velenice, včetně zástavby obcí. Nádraží, železniční dílny a okolí za řekou Lužnicí bylo od Rakouska odtrženo a bylo 31. července 1920 přičleněno k Československu. Státní hranice v Českých Velenicích se však dvakrát měnila a původní území, připojené zde k Československu, bylo znatelně menší. První rozšíření, provedené k 1. říjnu 1920 bylo jakousi odpovědí na obstrukce a s tím spojené násilnosti, kterých se vůči rozhraničovací komisi dopustili zdejší Němci. Druhé rozšíření, provedené na podzim roku 1921, spočívalo v koupi pozemků od obce Velenice z důvodu potřeby zřízení vlastního hřbitova. Nová hranice určená na řece Lužnici přitom, až na několik výjimek, kopíruje starou katastrální hranici původního města Gmünd, takže z původního katastru Gmündu získaly České Velenice jen zcela zanedbatelnou část. Jiná zanedbatelná nezastavěná okrajová část Českých Velenic, nacházející se u řeky Lužnice, zase původně náležela ke katastrálnímu území Ehrendorf, rovněž součásti původní dolnorakouské obce Velenice.
Dnešní České Velenice vznikly spojením celého katastrálního území Josefsko s částmi původních katastrálních území České Cejle, Dolní Velenice, Horní Velenice (pouze lesnatá část katastru Horních Velenic, který byl taktéž součástí obce Velenice) a zanedbatelných okrajových částí původních katastrálních území Ehrenberg a Gmünd. Z obce Velenic nová obec získala 6,56 km², z obce Česká Cejle 5,5 km². Od 31. července 1920, tj. dnem připojení území k Československu, se zpočátku toto nové sídlo označovalo jako Cmunt v Čechách, pak Český Cmunt. Nová obec vznikla k 1. prosinci 1920, což bylo roku 1921 potvrzeno souhlasem ministerstva vnitra, které zároveň určilo nový název Dolní Velenice, ale 1. prosince 1922, se podle výnosu ministerstva vnitra č. 85374, stala městem, které dostalo název České Velenice. Stanovení nové hranice mělo dovětek i v Rakousku - z důvodu silně zmenšené rozlohy byl roku 1921 rakouský zbytek obce Böhmzeil (Česká Cejle) připojen ke Gmündu, zatímco oba zmenšené velenické katastry byly sloučeny do nového k. ú. Velenice (Wielands). Roku 1931 pak vzniklo jednotné k. ú. České Velenice.

### Období po Mnichovské dohodě
V říjnu 1938 byly České Velenice připojeny k Německé říši, k městu Gmünd, a dostaly název Gmünd III.-Bahnhof. Během druhé světové války byl v Gmündu zřízen sběrný tábor, v němž byli umístěni maďarští židé. Na žádost Rudé armády byly 23. března 1945 České Velenice jako důležitý železniční uzel, jímž proudily na východ německé zbraně, bombardovány americkým letectvem. Třicet bombardérů Consolidated B-24 Liberator 15. letecké armády USA zasypalo nádraží, železniční dílny a okolí tisícem leteckých bomb. Zahynulo asi 1 300 lidí. Bombardování způsobilo hromadný odchod obyvatel z města. Důvodem odchodu bylo zničení obydlí, ale také ztráta zaměstnání v rozbořených železničních dílnách. Rudá armáda vstoupila do města 7. května 1945 a den nato převzala správu nad celými dílnami a nádražím. České Velenice tak byly znovu po sedmi letech připojeny k Československu.

### Rozvoj po druhé světové válce
Po válce bylo postaveno takřka nové město. Bylo vybudováno nádraží, železniční dílny i obytné domy. Předválečný ruch se ale do Velenic už nikdy nevrátil, zapříčinila to zejména železná opona, která města izolovala od okolního světa. Až do roku 1989 kontrolovala každého příchozího, a to i z vnitrozemí, Pohraniční stráž.
Dnes je většina budov v Českých Velenicích nově zrekonstruovaných, silnice opravené a zeleň, pro České Velenice tolik typická, pečlivě opatrována.

## Obyvatelstvo
| Rok            | 1869  | 1880  | 1890  | 1900  | 1910  | 1921  | 1930  | 1950  | 1961  | 1970  | 1980  | 1991  | 2001  | 2011  | 2021  |
| -------------- | ----- | ----- | ----- | ----- | ----- | ----- | ----- | ----- | ----- | ----- | ----- | ----- | ----- | ----- | ----- |
| Počet obyvatel | 1 026 | 1 930 | 2 514 | 4 097 | 5 713 | 4 750 | 4 863 | 2 705 | 2 892 | 3 008 | 3 177 | 3 605 | 3 523 | 3 460 | 3 327 |
| Počet domů     | 122   | 150   | 191   | 245   | 362   | 340   | 431   | 417   | 385   | 407   | 401   | 464   | 481   | 526   | 548   |

## Městské symboly
Vlajka byla městu udělena rozhodnutím předsedy Poslanecké sněmovny Parlamentu České republiky dne 9. května 1995.

## Doprava
V Českých Velenicích je železniční stanice moderního měřítka. Slouží jako přestupní stanice pro spoje z Vídně do Českých Budějovic (Plzně) a Veselí nad Lužnicí (Prahy). Trať České Budějovice – České Velenice je nově v celé délce elektrifikována. České Velenice jsou velmi dobře dostupné i pro silniční dopravu.

### Hraniční přechody a přeshraniční propojení

#### Hraniční přechody
- Železniční hraniční přechod České Velenice - Gmünd[14]
- Silniční hraniční přechod České Velenice - Gmünd, Böhmzeil[14]

#### Přeshraniční propojení
Určená místa na turistických stezkách
- České Velenice, Vitorazská ul. - Gmünd (Wielands)[14]
- České Velenice, lávka - Gmünd, Bleylebenstrasse[14]
- České Velenice, Hospodářský park - Gmünd[14]

Přeshraniční propojení vzniklá v době po plném zapojení České republiky do schengenského prostoru
- České Velenice - Großdietmanns (společná hraniční cesta)[14]
- České Velenice - Gmünd, Böhmzeil (společná hraniční cesta)[14]

### Historie dopravy
Na začátku 20. století zde byl jeden z prvních trolejbusových provozů v Rakousko-Uhersku (1907 až 1916). Trolejbus jezdil z gmündského náměstí až na nádraží. V roce 2016 byla po sto letech po ukončení trolejbusového provozu slavnostně představena replika trolejbusu na bateriový pohon TMG 1907. O její vznik se zasloužil zejména pan ředitel místního muzea Jiří Kovář.
V Českých Velenicích bylo až do roku 1927 také nádraží úzkorozchodné železnice vedoucí do Groß Gerungs (Velkých Kerušic), Litschau (Ličova) a Heidenreichstein (Kamýku). V roce 1927 bylo nádraží zrušeno, ale úzkokolejka přes České Velenice jezdila až do roku 1951, kdy byly rakouské dráhy nuceny postavit přeložku po jižním břehu řeky Lužnice.
V letech 2010–2012 bylo za 870 milionů korun českovelenické nádraží zrekonstruováno. 

## Průmysl
- ŽOS České Velenice byly před svým uzavřením v roce 2014 jedny z mála strojíren v Evropě, které ještě prováděly opravy parních lokomotiv a mobilních parních kotlů.
- Magna Cartech je významným zaměstnavatelem širokého okolí. Firma sídlí v novém průmyslovém parku na hranici s Rakouskem. Zabývá se výrobou automobilových dílů.
- Firma GEM bohemia výrobce drogerie a kosmetiky, firma sídlí v průmyslovém parku ACCESS.
- Firma Kinshofer, výrobce součástí průmyslových strojů, sídlí přesně na státní hranici, a tak jako první využila potenciál společného česko-rakouského průmyslového parku ACCESS.[16]

## Školství
Základní a mateřská škola České Velenice - budova základní školy na ulici Čsl. legií a dvě budovy mateřských škol na sídlišti
Střední škola České Velenice - obory maturitní i učební s dopravně technickým zaměřením
Základní umělecká škola v Třeboni - odloučené pracoviště České Velenice

## Pamětihodnosti
- Kostel svaté Anežky České podle projektu architekta Václava Pilce z roku 1935, vitrážová okna od prof. Jaroslava Václava Holečka, v roce 2020 prohlášen kulturní památkou[20]
- Kaple svaté Rodiny se zvonicí v Žižkově předměstí. Původní stavba z roku 1911 byla celkově zrekonstruována v roce 2013[21]
- stoletá jírovcová alej v Revoluční ulici (významný krajinný prvek)
- Velenický klen na třídě Čsl. legií (památný strom)

## Osobnosti
- Josef Bartuška (1898–1963), básník, malíř, divadelník
- Anton Legner (* 1928), historik umění
- Adolf Born (1930–2016), malíř, kreslíř a ilustrátor
- Jan Rejžek (* 1954), novinář, publicista
- Jiří Sedláček (1935–2014), inženýr, ředitel ŽOS České Velenice
- Jiří Tichý (1924–2013), malíř, grafik, autor tapiserií a spisovatel

## Galerie

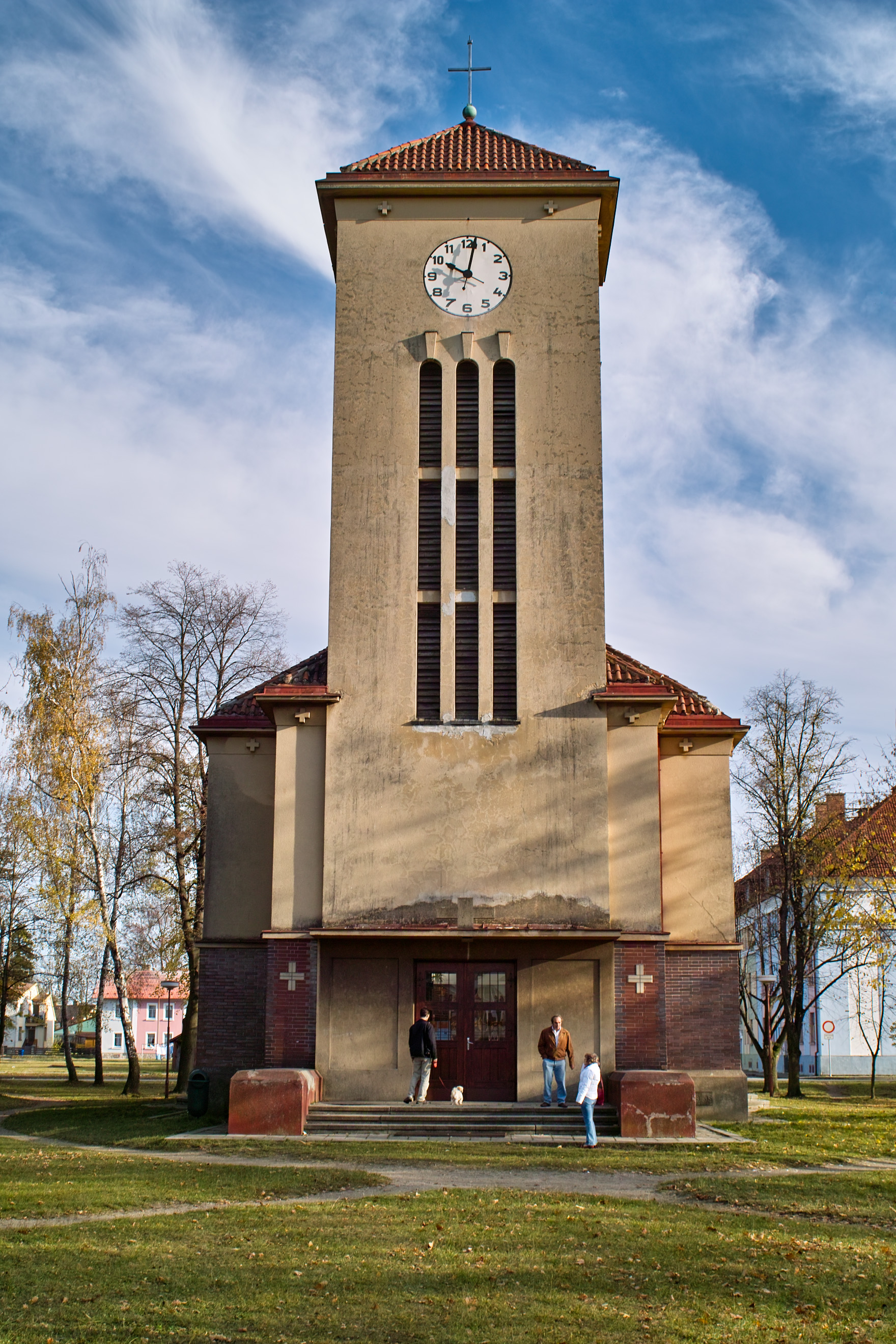
Kostel svaté Anežky České
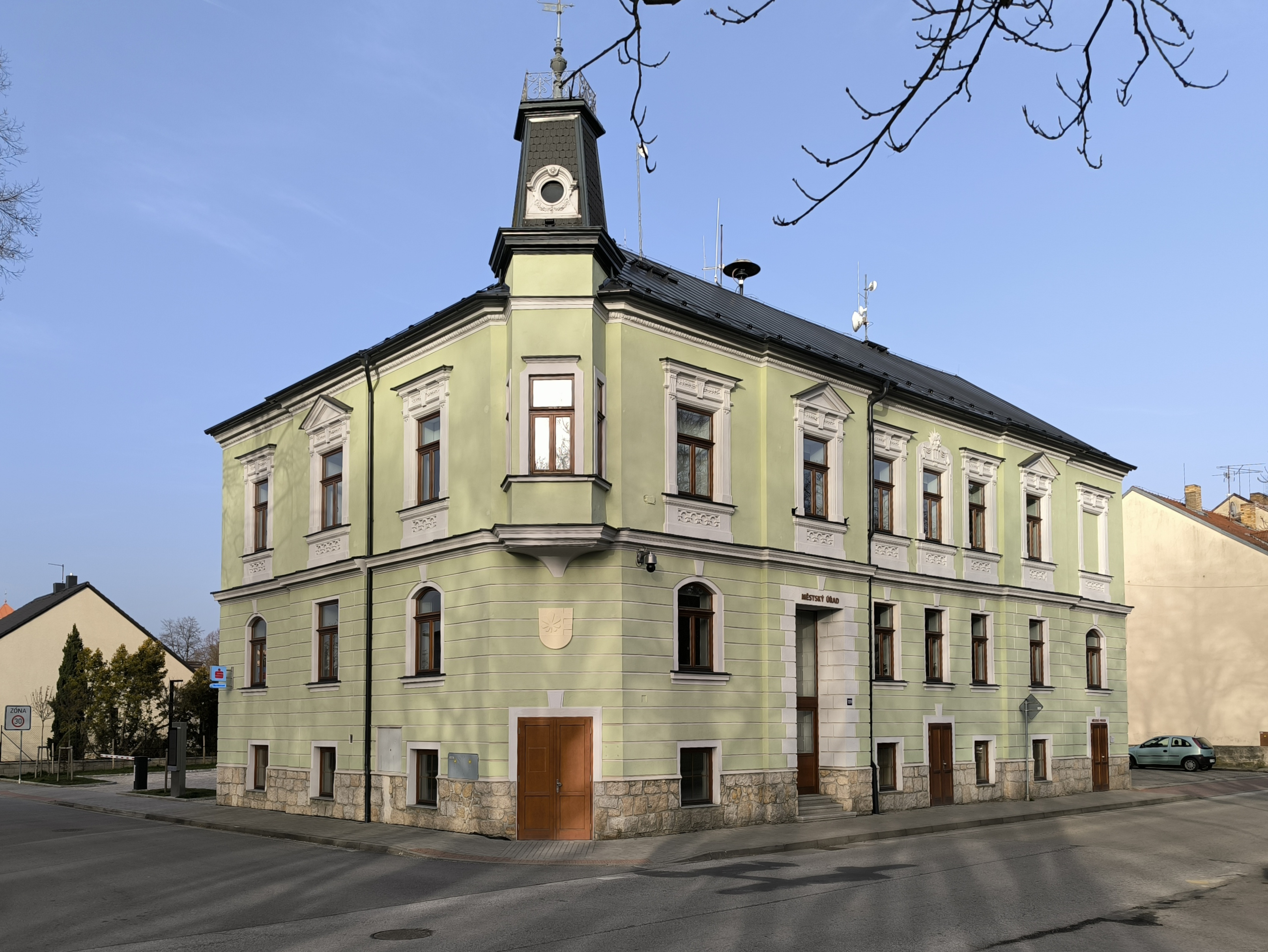
Městský úřad
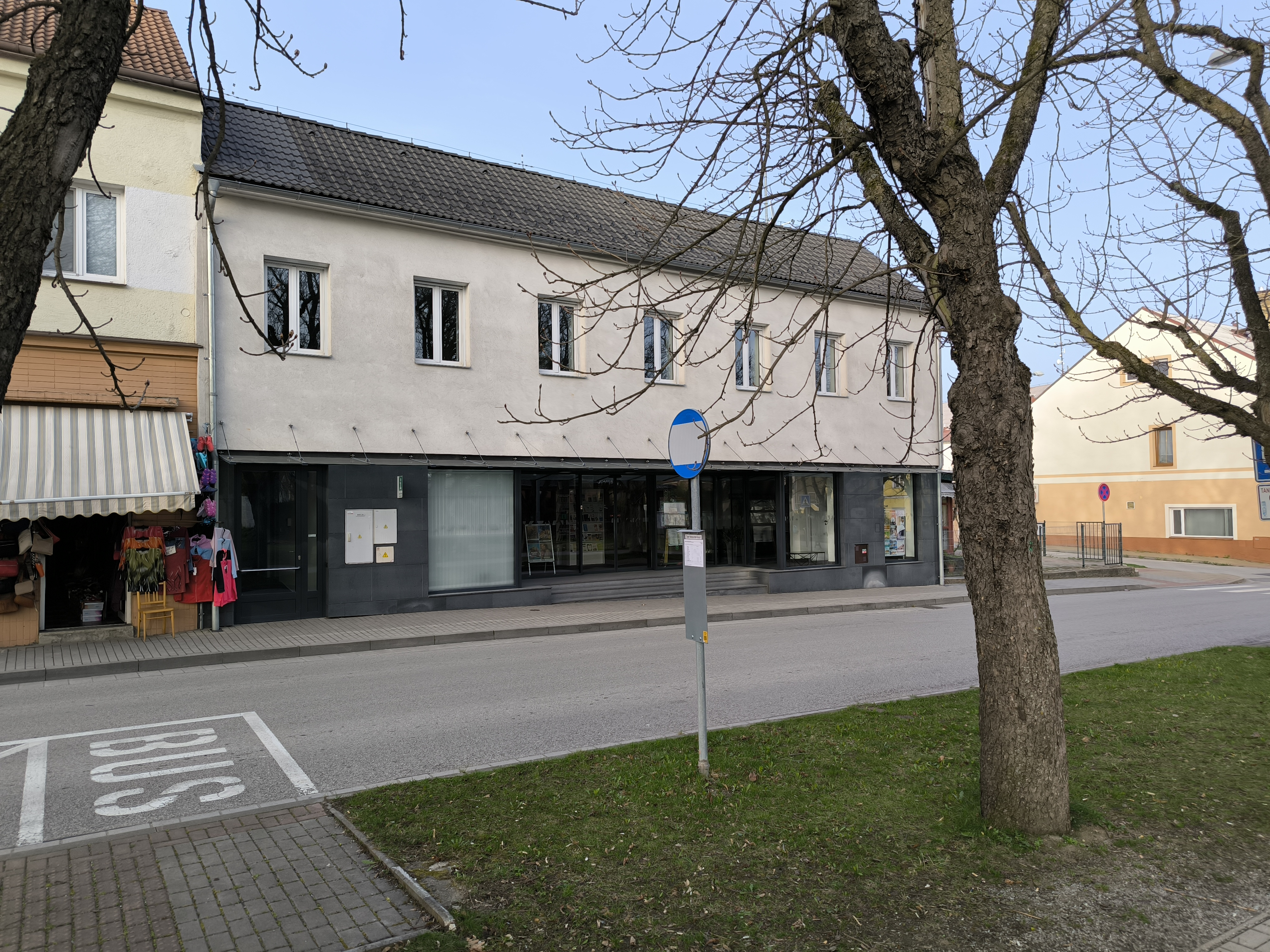
Infocentrum
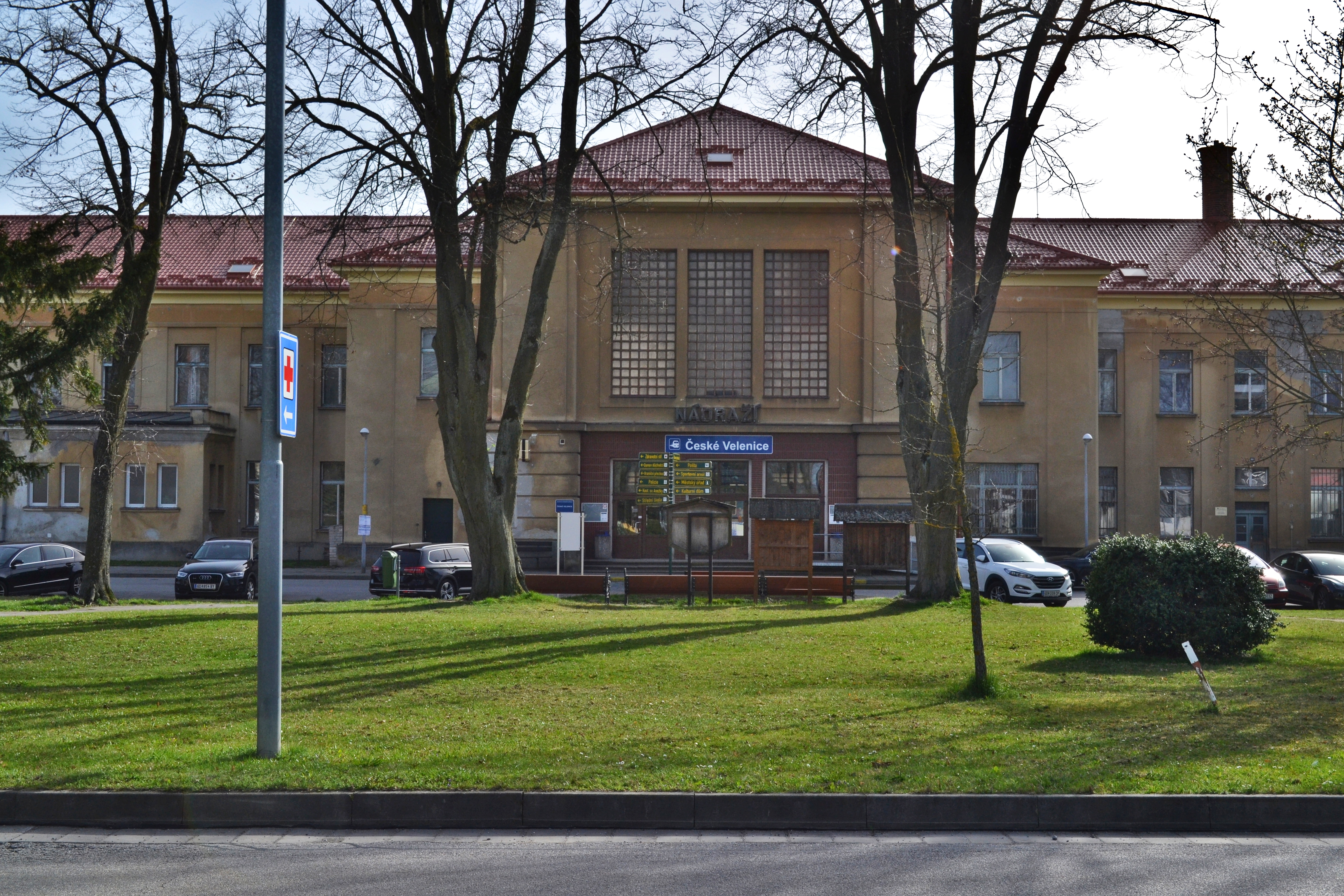
Nádraží
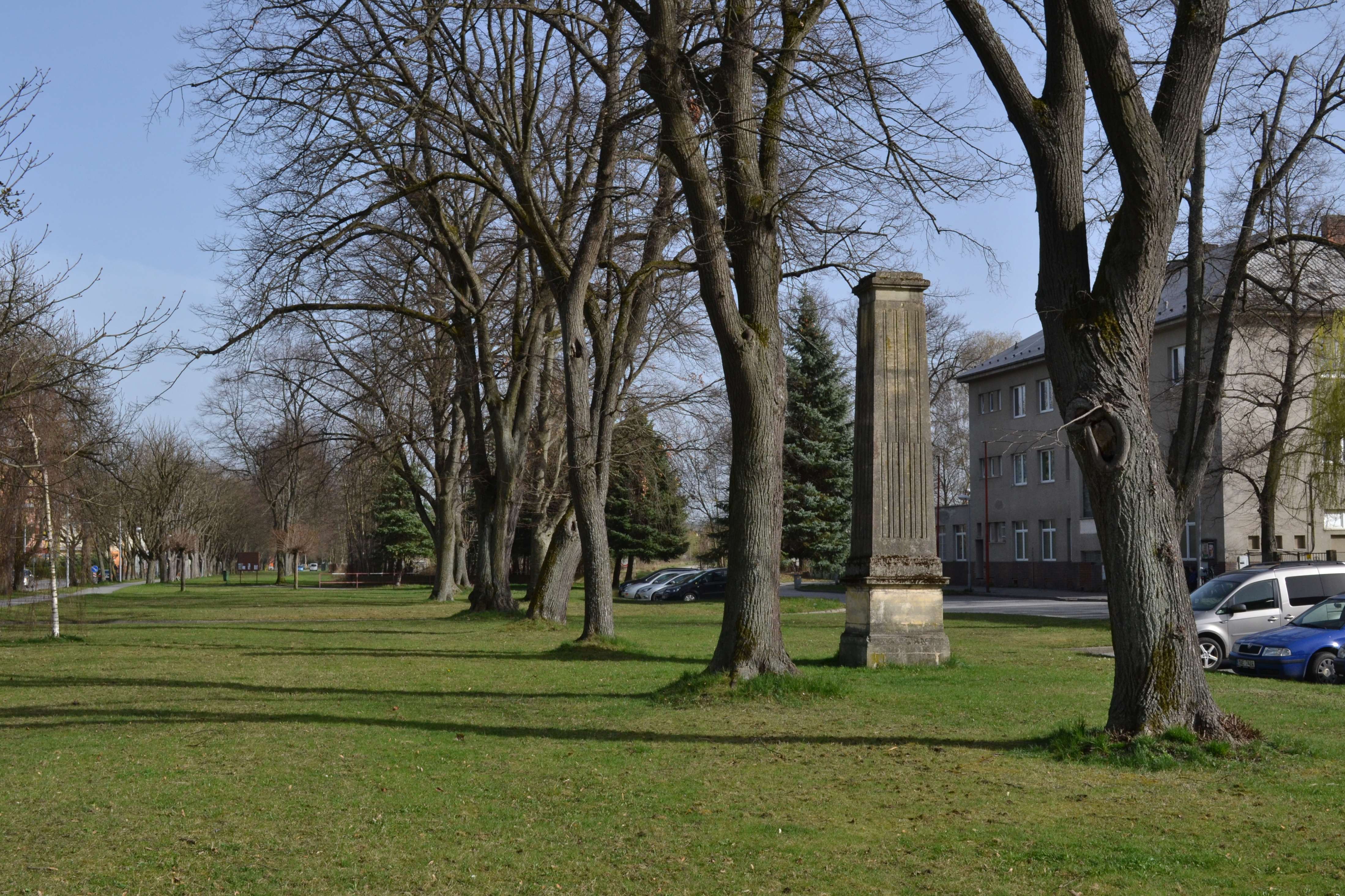
park před nádražím
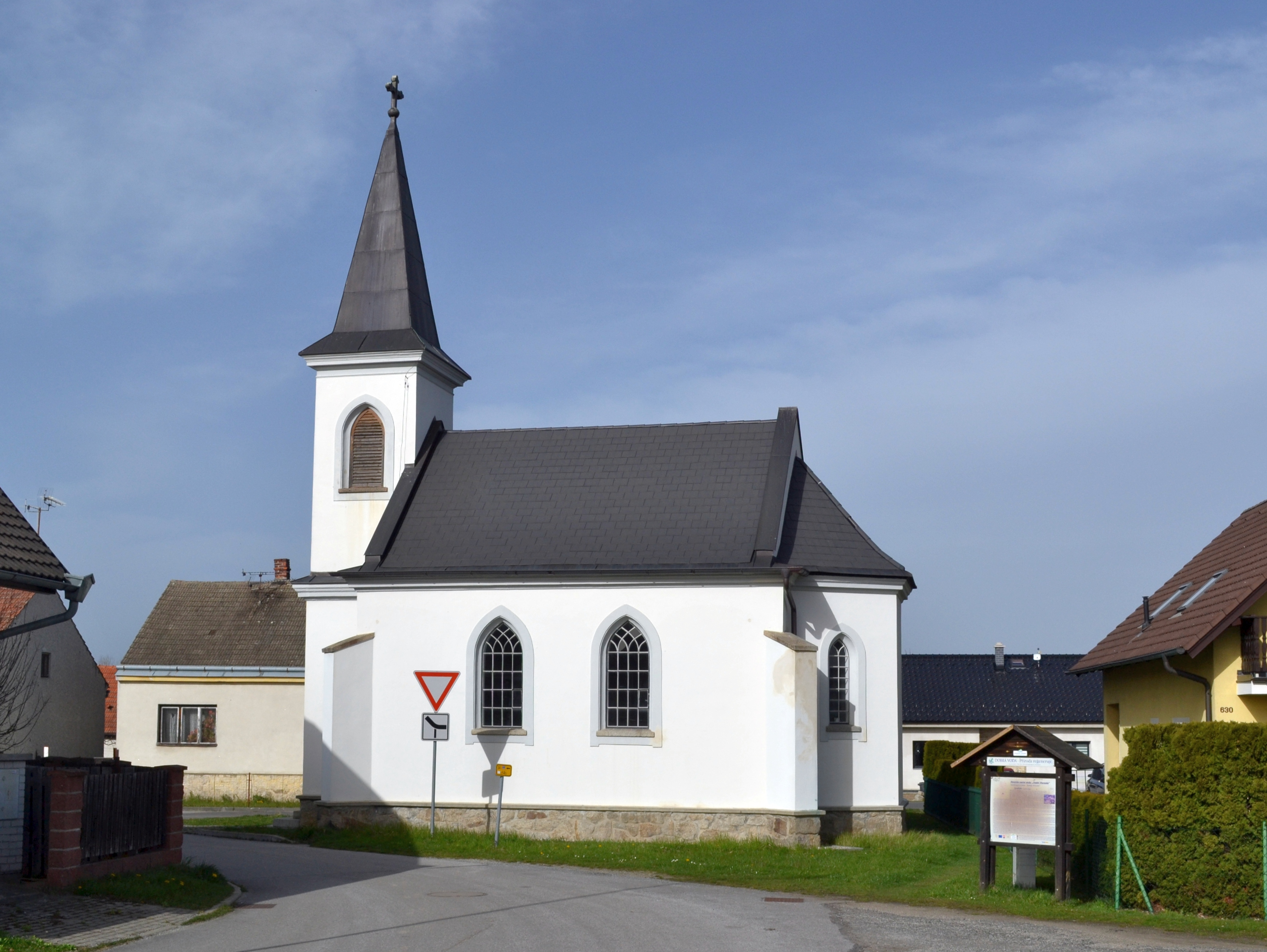
Kaple svaté Rodiny na Žižkově Předměstí
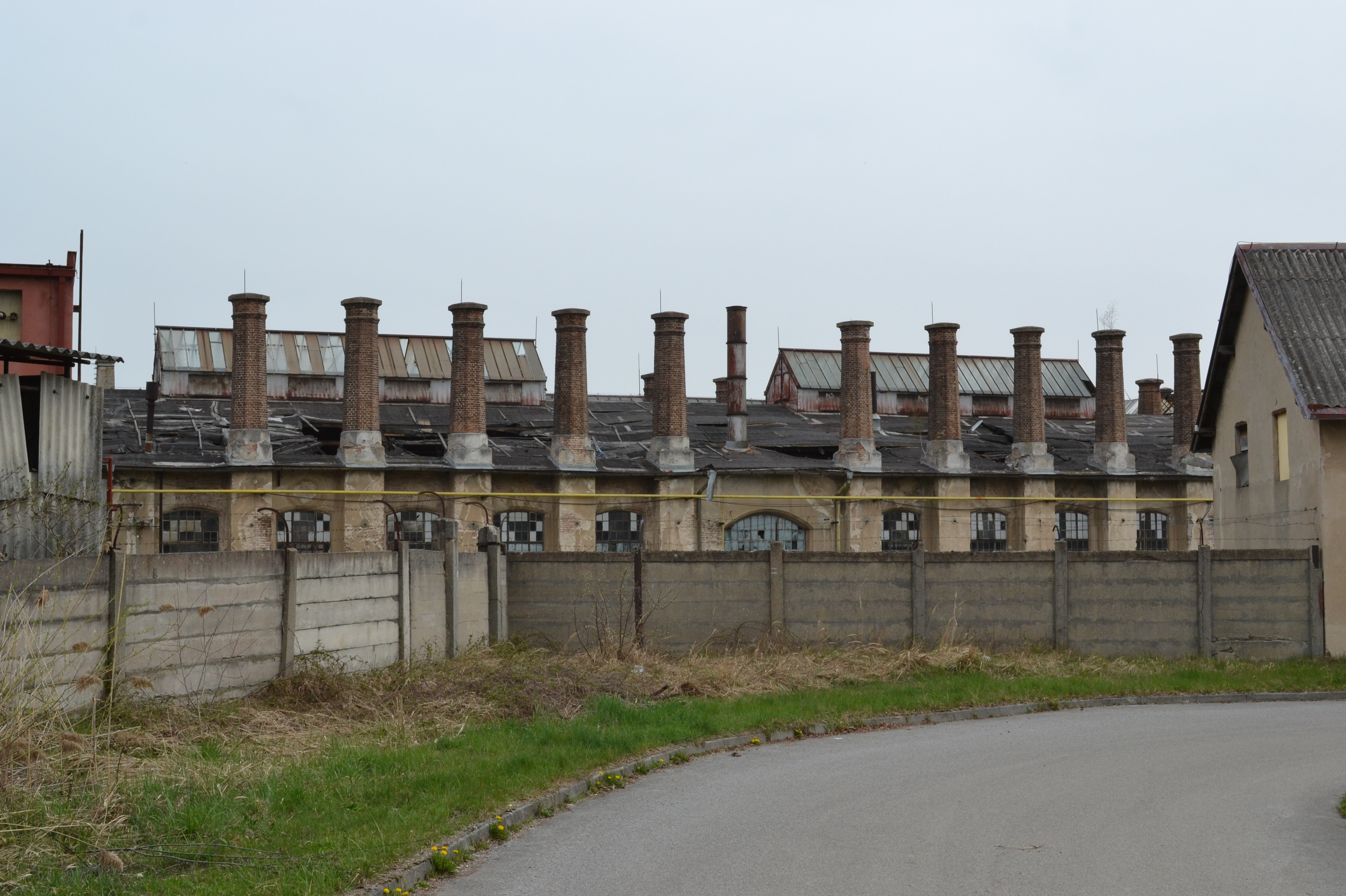
Staré železniční dílny
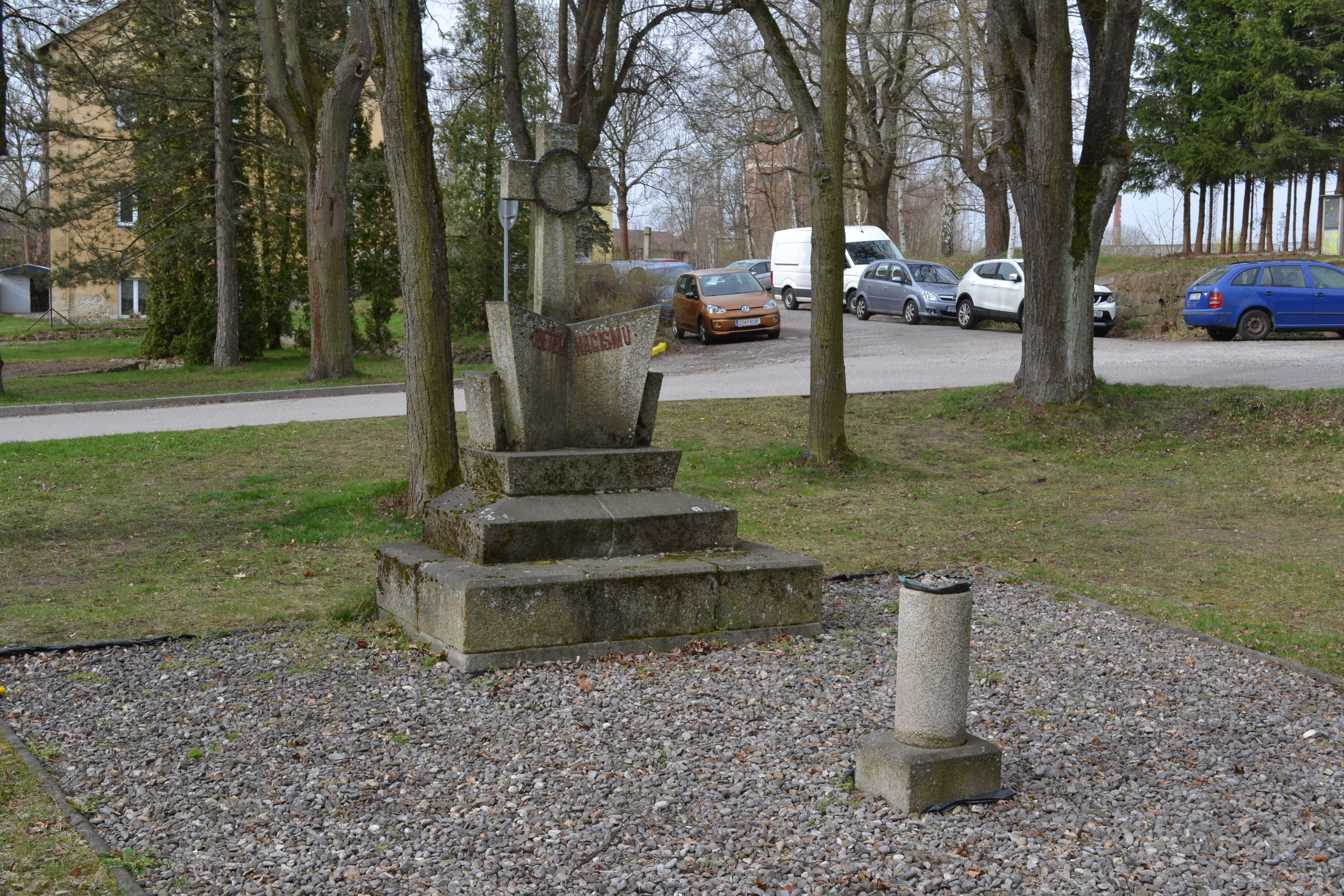
Pomník obětem nacismu
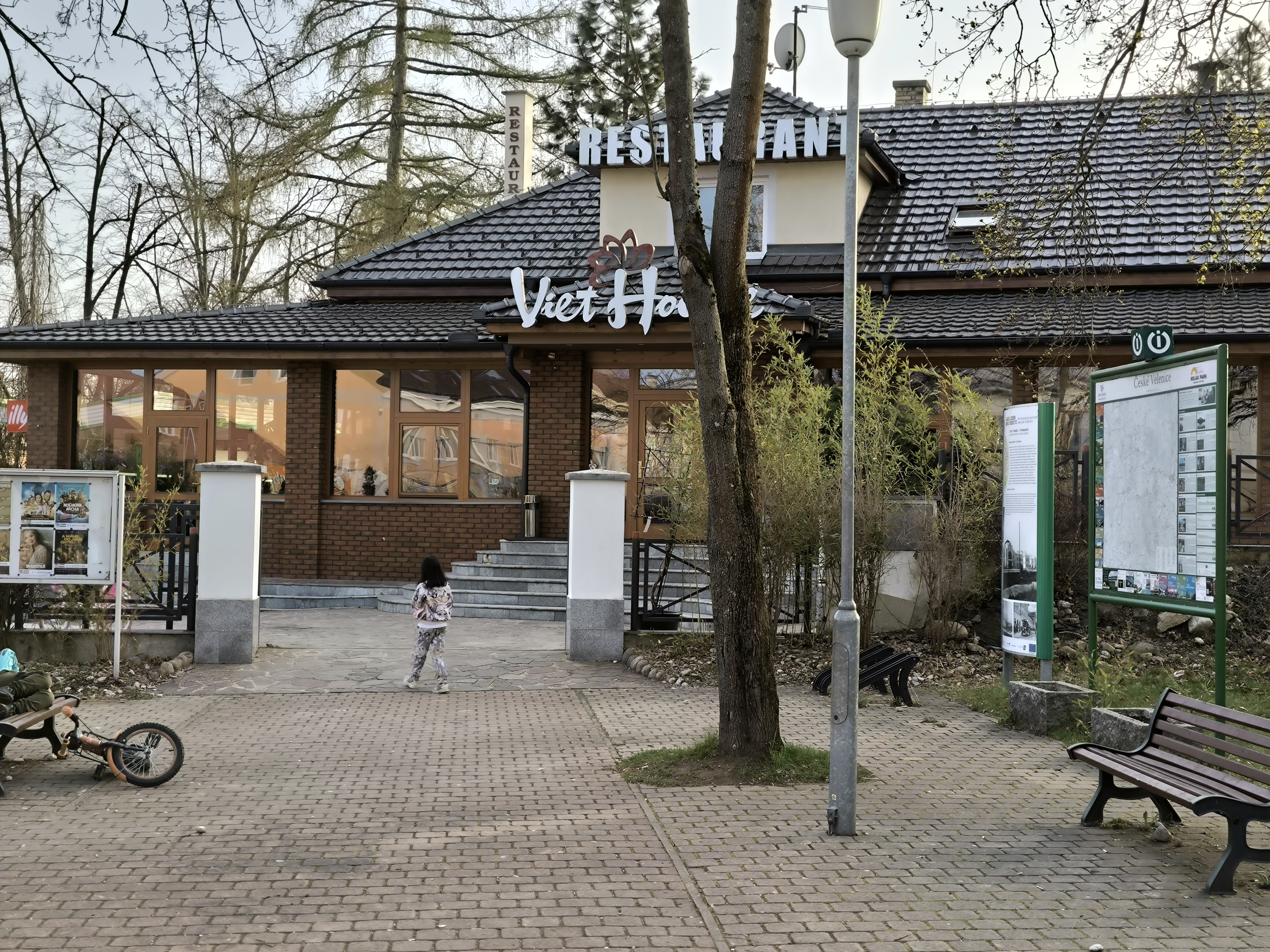
Restaurace Viet House
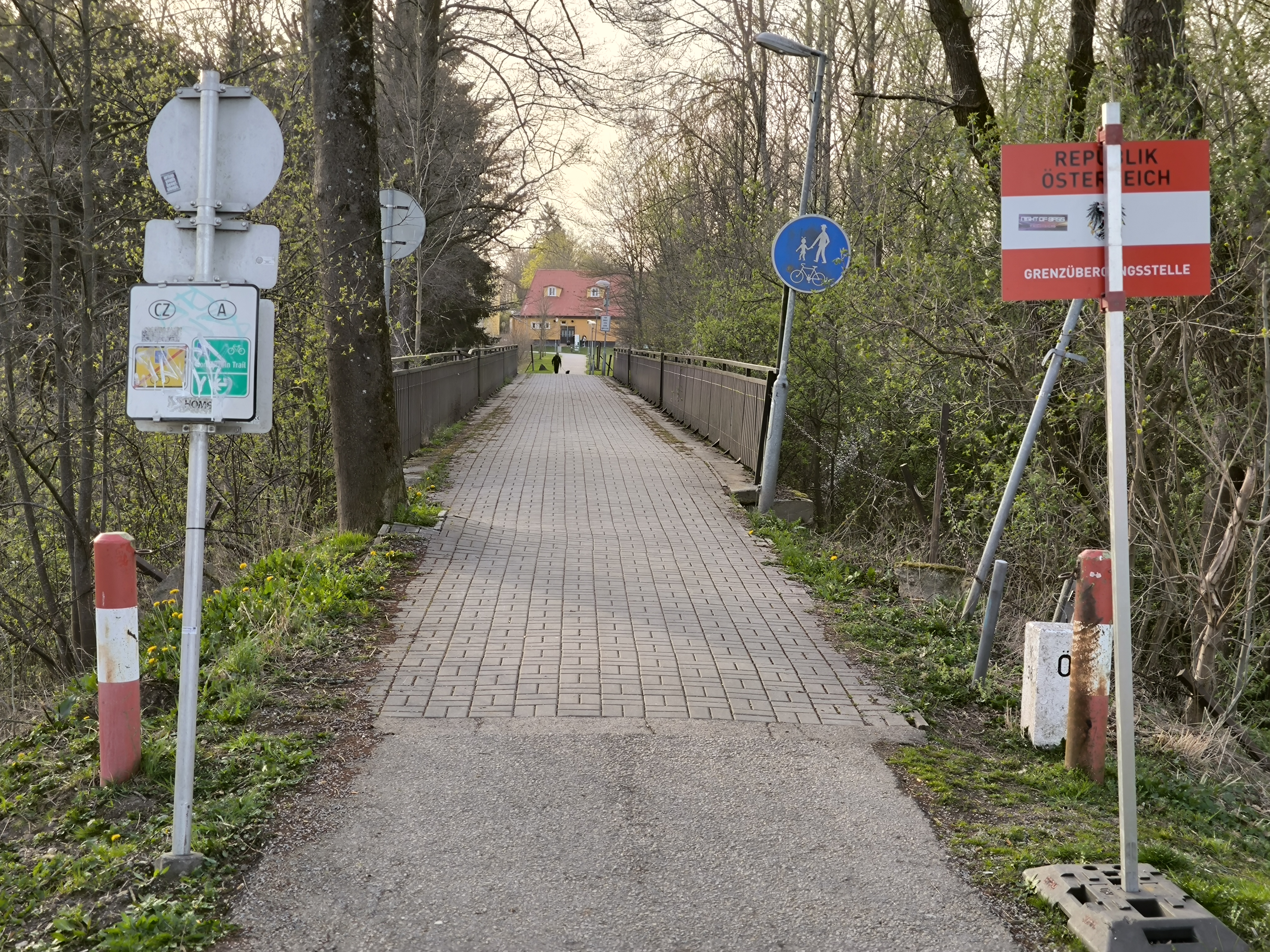
Hraniční lávka přes Lužnici